# Vipio bimaculator
Vipio bimaculator är en stekelart som först beskrevs av Christian Gottfried Daniel Nees von Esenbeck 1834.  Vipio bimaculator ingår i släktet Vipio och familjen bracksteklar. Inga underarter finns listade i Catalogue of Life.